# 安城村 (島根県)
安城村（やすぎむら）は、島根県那賀郡にあった村。現在の浜田市の一部にあたる。

## 地理
河川：長安川、小坂川、栃木川、門田川

## 概要

### 沿革
- 1922年（大正11年）7月1日 - 那賀郡高城村と長安村が合併し安城村を新設[2][3]。
- 1951年（昭和26年）1月1日 - 大字大坪（一部）・程原（一部）を杵束村に編入[3]。
- 1956年（昭和31年）8月1日 - 那賀郡杵束村と合併して弥栄村が新設され廃止[2][3]。

### 地名の由来
合併旧村の各1字を組み合わせたもの。